# Christian Gottfried Schütz
 Christian Gottfried Schütz, nemški humanist, prevajalec, literarni teoretik in klasični filolog, * 19. maj 1747, Dederstedt, Saška - Anhalt;  † 7. maj 1832, Halle.